# The Ladies of Llangollen

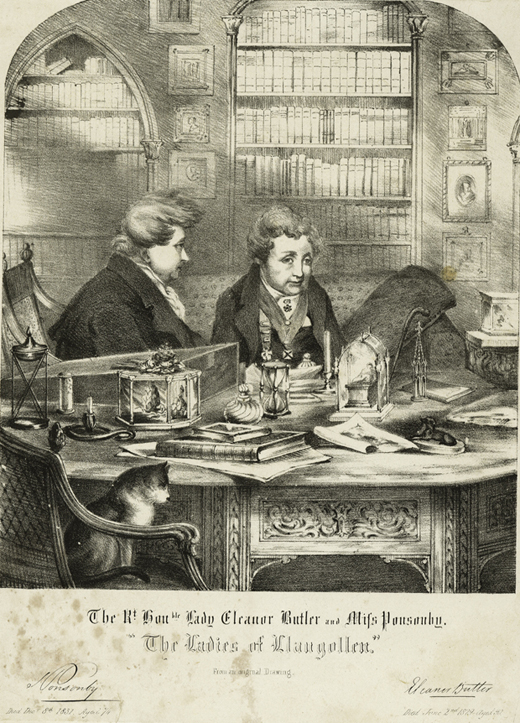
The Rt Hon. Lady Eleanor Butler and Miss Ponsonby. "The Ladies of Llangollen".

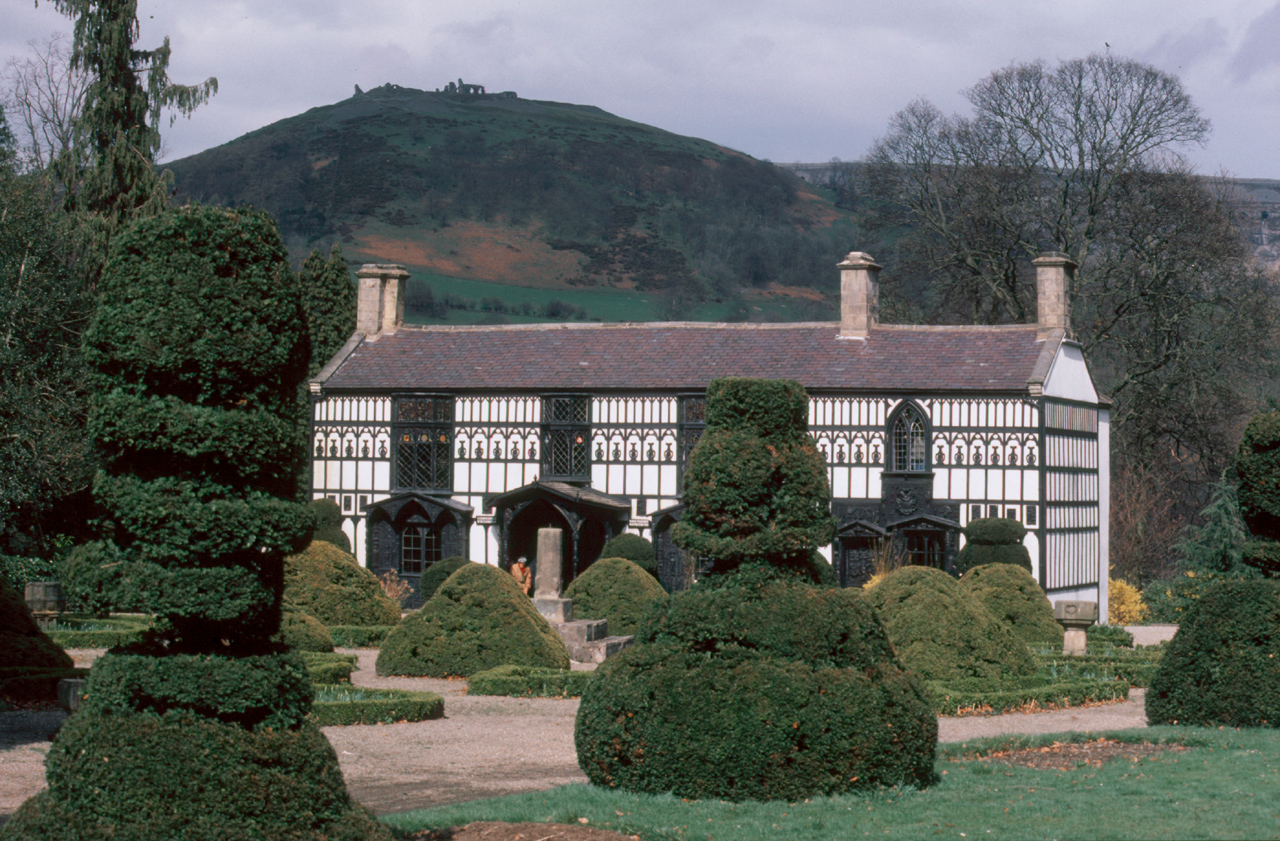
Eleanor Butlers och Sarah Ponsonbys hus Plas Newydd, Llangollen, Wales.

”The Ladies of Llangollen” kallades paret Lady Eleonor Butler (1739–1829) och Miss Sarah Ponsonby (1755–1832). Butler och Ponsonby kom båda från engelsk-irländska familjer på Irland. 1780 bosatte de sig vid staden Llangollen i Wales och blev ett av sin tids mest omtalade par. 

## Damernas historia
Sarah Ponsonby förlorade mycket tidigt sina föräldrar och vid tretton års ålder även sin styvmor. Hon blev omhändertagen av släkten och fick gå i internatskola i Kilkenny på sydöstra Irland. Här träffade hon 1768 Eleonor Butler som kom från en adlig familj i trakten. Butler som fått sin utbildning vid en klosterskola i Frankrike blev Sarahs mentor och hennes nära vän. Efter att Sarah avslutat sina år vid internatskolan bestämde sig de två kvinnorna för att rymma tillsammans. De blev emellertid infångade av sina familjer och skildes åt. Eleonor sändes till ett kloster och Sarah skulle giftas bort. Men de vägrade leva åtskilda och deras familjer gav efter och lät dem ”fly” över irländska sjön till Wales där de bosatte sig i Llangollen.

## Livet iPlas Newydd, Llangollen
1780 skaffade de sig ett gemensamhet hem i huset Plas Newydd vid Llangollen där de levde på ett mindre underhåll från sina familjer. I Plas Newydd delade de säng, uppehälle, studier, promenader och arbetet med att bygga om huset. Eleonor och Sarah klädde sig lika i skjorta, kavaj och kjol; de undertecknade sina brev gemensamt och hade en hund döpt till Sapfo. Damerna från Llanglollen kom att bli sinnebilden för vad man kallar ”romantisk vänskap” mellan kvinnor.
Eleonor och Sarah blev som ”The Ladies of Llangollen” berömdheter på sin tid. Under årens lopp brevväxlade de med och fick besök av andra kända personer som poeterna Wordsworth, Shelly och Byron, den konservativa politikern Edmund Burke, generalen Arthur Wellesley, hertig av Wellington och författaren Caroline Lamb. De fick även besök av den lesbiska godsägaren Anne Lister som skrivit om damerna i sina omtalade dagböcker.
Lady Eleonor Butler dog 1829, Miss Sarah Ponsonby drygt två år senare. Deras hem Plas Newydd, där de bodde tillsammans i nära femtio år, är idag ett museum.